# تاكسي طهران
تاكسي طهران هو فيلم إيراني من بطولة واخراج جعفر بناهي. الفيلم شارك في مهرجان برلين السينمائي الدولي الـ65، وفاز بجائزة الدب الذهبي. وجائزة الاتحاد الدولي للنقاد السينمائيين.

## روابط خارجية
- تاكسي طهران على موقع IMDb (الإنجليزية)
- تاكسي طهران على موقع ميتاكريتيك (الإنجليزية)
- تاكسي طهران على موقع روتن توميتوز (الإنجليزية)
- تاكسي طهران على موقع قاعدة بيانات الأفلام العربية
- تاكسي طهران على موقع ألو سيني (الفرنسية)
- تاكسي طهران على موقع أول موفي (الإنجليزية)
- تاكسي طهران على موقع بوكس أوفيس موجو (الإنجليزية)
- تاكسي طهران على موقع فيلمافينيتي (الإسبانية)
- تاكسي طهران على موقع قاعدة بيانات الأفلام السويدية (السويدية)
- تاكسي طهران على موقع قاعدة بيانات الفيلم (الإنجليزية)